# Krai de Primórie
|  | Per a altres significats, vegeu «Primorski (desambiguació)». |

El krai de Primórie - Приморский край o Приморье (rus) - és un subjecte federal del sud-est de Rússia. Primórie vol dir 'litoral' en rus, per tant de vegades es coneix com el krai del Litoral. És a l'extrem meridional de Sibèria i limita amb Corea del Nord al sud-oest, amb la República Popular de la Xina a l'oest, amb el krai de Khabàrovsk al nord i amb el mar del Japó a l'est i al sud, que el separa de l'illa japonesa de Hokkaido. Entre 1918 i 1922 fou ocupat per l'Imperi Japonès com a part d'un gran esforç de les potències occidentals i del Japó per donar suport a l'Exèrcit Blanc.

## Geografia
És entre les latituds 48° 23′ N i 42º 18 N (aquesta darrera la del nord de Catalunya) i les longituds 130° 24′ E i 139° 02′ E. La capital és Vladivostok, i les ciutats principals, també amb més de 100.000 habitants, són Nakhodka i Ussuriïsk. La major part del krai és muntanyosa, i gairebé el 80% és coberta de boscos. La màxima altitud és el mont Anik (1.933 m), que pertany a la serralada Sikhote Alín, que s'estén per gairebé tot el krai. El riu principal és l'Ussuri, afluent de l'Amur, que assenyala la frontera amb la Xina, i compartit amb aquest país hi ha també l'extens llac Khanka.

## Clima
El clima és temperat monsònic. Els hiverns són freds (de -8 a -18 °C de mitjana) i secs, la primavera és llarga i fresca amb oscil·lacions de la temperatura. Els estius són càlids (entre 17 i 26 °C de mitjana) i humits, dominats per vents del sud carregats d'humitat de l'oceà Pacífic, en algunes zones en aquesta estació cau el 90% de la pluviometria anual que és de 600 a 900 litres. De vegades la pluja cau en forma de tifó que pot ser força destructiu. La tardor és generalment càlida i seca. La temperatura més baixa registrada va ser de -54 °C al districte de Krasnoarmeysk associada a una inversió tèrmica. La temperatura mitjana anual oscil·la entre +1 °C al nord fins +7 °C al sud.

## Economia
L'economia del krai és de les més pròsperes de l'Extrem Orient rus, i la més important en termes absoluts. El sector principal és l'alimentari (derivats de la pesca), seguit de la construcció de maquinària per al sector pesquer i navilier. També és destacable el sector de la defensa (vaixells i avions de guerra) i els materials per a la construcció. La indústria de la fusta també té una gran importància, igual que la producció de carbó i l'agricultura (arròs, llet, ous, verdures...). És el major centre financer i de comerç exterior de l'Extrem Orient rus, i té bones comunicacions (Vladivostok és la terminal oriental del Ferrocarril Transsiberià).

## Ciutats principals
| Ciutat        | Nom rus        | Població (2014) | Població (2015) |
| ------------- | -------------- | --------------- | --------------- |
| Vladivostok   | Владивосток    | 603.244         | 604.602         |
| Ussuriïsk     | Уссурийск      | 166.819         | 168.137         |
| Nakhodka      | Находка        | 156.442         | 155.722         |
| Artiom        | Артём          | 102.405         | 103.925         |
| Arséniev      | Арсеньев       | 54.085          | 53.543          |
| Spassk-Dalni  | Спасск-Дальний | 42.491          | 42.020          |
| Bolxoi Kamen  | Большой Камень | 39.126          | 38.637          |
| Partizansk    | Партизанск     | 37.778          | 37.689          |
| Lessozavodsk  | Лесозаводск    | 36.619          | 36.317          |
| Dalnegorsk    | Дальнегорск    | 35.976          | 35.556          |
| Dalnerétxensk | Дальнереченск  | 26.618          | 26.461          |
| Fókino        | Фокино         | 23.145          | 23.167          |